# Pavel Vilikovský
Pavel Vilikovský (Kispalugya, 1941. június 27. – Pozsony, 2020. február 10.) szlovák író, műfordító, újságíró.

## Művei
- Citová výchova v marci (1965, novellagyűjtemény)
- Prvá veta spánku (1983, regény)
- Eskalácia citu (1989, novellák)
- Kôň na poschodí, slepec vo Vrábľoch (1989, regény)
- Večne je zelený…  (1989, regény)
- Slovenský Casanova (1991, társszerző: Grendel Lajos)
- Peší príbeh (1992, regény)
- Krutý strojvodca (1996, novellagyűjtemény)
- Okrídlená klietka alebo zo života mladého Slovenska a starých Slovákov (1998, szociológiai publicisztikák, társszerző: Tomáš Janovic)
- Posledný kôň Pompejí (2001)
- Vyznania naivného milovníka (2004)
- Čarovný papagáj a iné gýče (2005)
- Silberputzen. Leštenie starého striebra (2006)
- Vlastný životopis zla (2009)
- Pes na ceste (2010)
- Prvá a posledná láska (2013)
- Letmý sneh (2014)
- Krásna strojvodkyňa, krutá vojvodkyňa (2017)
- RAJc je preč (2018)

### Magyarul megjelent művei
- Az élet örökzöld hátaslova (Večne je zelený); ford. Mayer Judit; Kalligram, Pozsony, 1989
- Az utolsó pompeji ló (Posledný kôň Pompejí); ford. Hizsnyai Tóth Ildikó; Kalligram, Pozsony, 2002
- Emlékek ura I Pán spomienok; ford. Hizsnyai Tóth Ildikó; Plectrum, Fülek, 2007 (Bilingvis)
- A gonosz önéletrajza (Vlastný životopis zla); ford. Hizsnyai Tóth Ildikó; Kalligram, Pozsony, 2011
- Kutya az úton (Pes na ceste); ford. Garajszki Margit; Kalligram, Pozsony, 2013
- Egy igaz ember története (Príbeh ozajského človeka); ford. Garajszki Margit; Kalligram–Kalligram Polgári Társulás, Pozsony–Dunaszerdahely, 2014
- Első és utolsó szerelem (Prvá a posledná láska); ford. Garajszki Margit; Kalligram, Pozsony, 2016